# Secretaría de Relaciones Exteriores (México)
La Secretaría de Relaciones Exteriores (SRE) es una de las veintiún secretarías de Estado que, junto con la Consejería Jurídica del Ejecutivo Federal y la Agencia de Transformación Digital y Telecomunicaciones, conforman el gabinete legal del presidente de México. Es el despacho del poder ejecutivo federal con funciones de ministerio de asuntos exteriores.
Es la encargada de diseñar, planear, ejecutar y coordinar las políticas públicas en materia de relaciones exteriores. Lo anterior incluye, coordinar al resto del gabinete cuando, en el ámbito de sus propias responsabilidades, se traten de asuntos fuera del país; hacer valer los principios gubernamentales en las relaciones internacionales, que están marcados por el párrafo X del artículo 89 constitucional; representar al gobierno mexicano en los foros y organismos mundiales y regionales; dirigir el servicio exterior, y las embajadas, consulados, oficinas de negocio y misiones permanentes; operar los procesos de documentación para mexicanos que viajan al exterior y aquellos de naturalización para extranjeros residentes; encabezar cualquier tipo de negociación que trate de controversias o acuerdos vinculados a los límites territoriales; colaborar con la Fiscalía General de la República en los procesos de extradición.
Su más directo antecedente fue la Secretaría de Estado y del Despacho de Relaciones Exteriores e Interiores, fundada el 8 de noviembre de 1821. Fue hasta 1867 cuando adquirió su actual nombre, aunque durante la etapa de transición posrevolucionaria volvió a llamarse Departamento del Exterior.

## Funciones

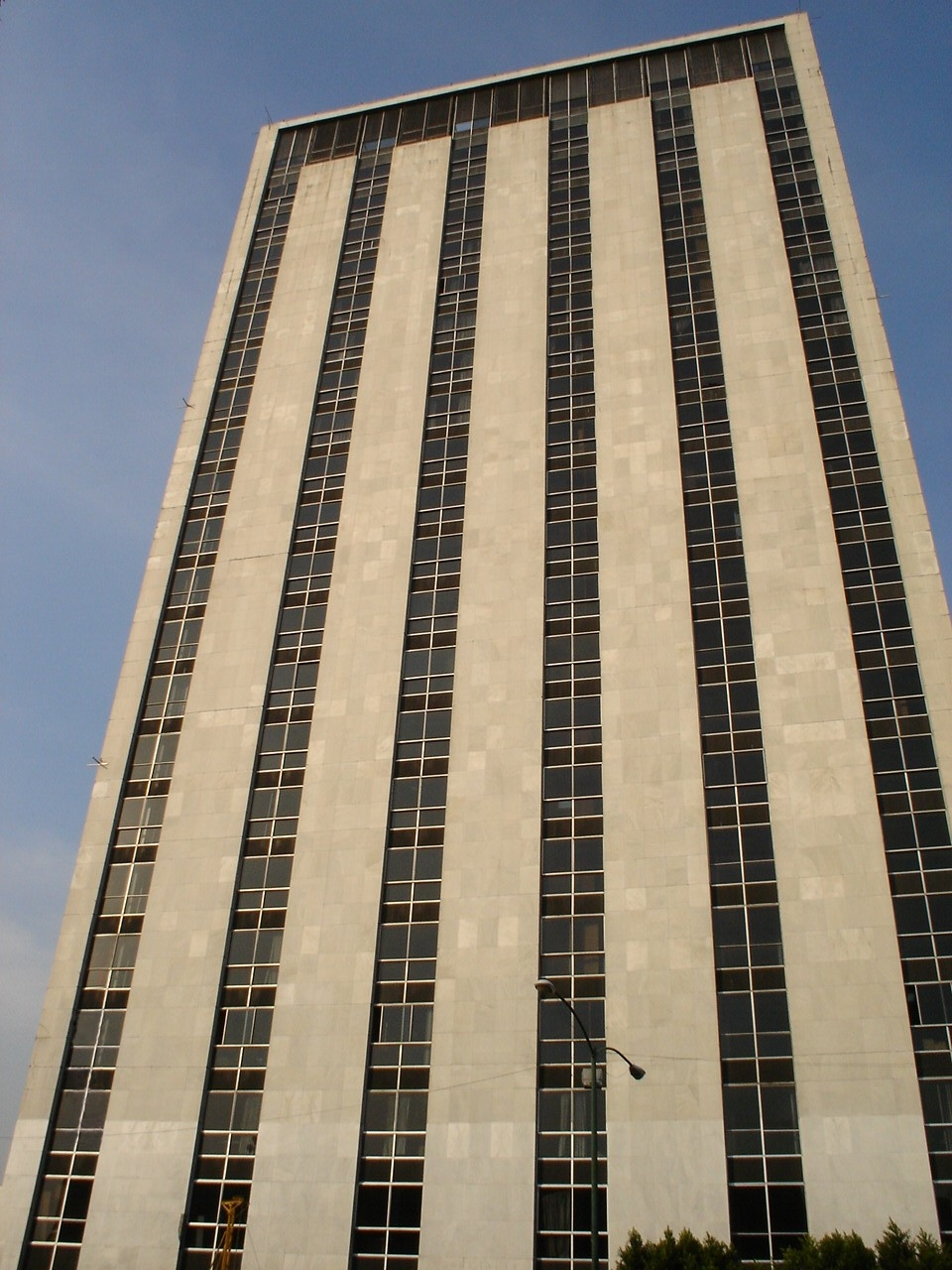
Antiguas oficinas centrales de la SRE, diseñadas por el arquitecto Pedro Ramírez Vázquez, ahora pertenecientes al patrimonio de la UNAM.

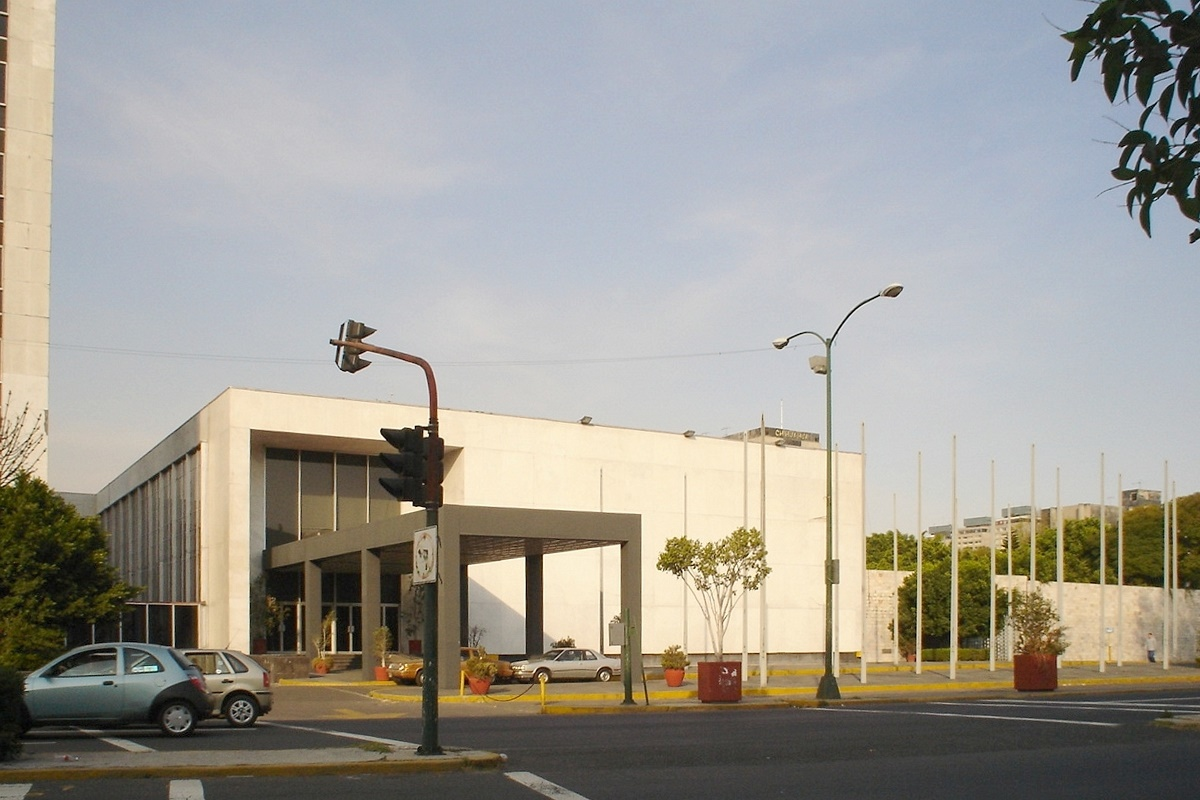
Anexo de las antiguas oficinas centrales de la SRE, ahora pertenecientes al patrimonio de la UNAM.

Según la Ley Orgánica de la Administración Pública Federal, en su artículo 28, le corresponde el despacho de las siguientes funciones:

- I.- Promover, propiciar y asegurar la coordinación de acciones en el exterior de las dependencias y entidades de la Administración Pública Federal; y sin afectar el ejercicio de las atribuciones que a cada una de ellas corresponda, conducir la política exterior, para lo cual intervendrá en toda clase de tratados, acuerdos y convenciones en los que el país sea parte.
- II.- Dirigir el servicio exterior en sus aspectos diplomático y consular en los términos de la Ley del Servicio Exterior Mexicano y, por conducto de los agentes de este servicio, velar en el extranjero por el buen nombre de México; garantizar la revalorización del fenómeno migratorio y el trato digno de mexicanas y mexicanos que viven en el exterior; impartir protección a las mexicanas y mexicanos; cobrar derechos consulares y otros impuestos; ejercer funciones notariales, de Registro Civil, de auxilio judicial, y las demás funciones federales que señalan las leyes, así como adquirir, administrar y conservar las propiedades de la Nación en el extranjero;
- II A.- Coadyuvar a la promoción económica, comercial, turística y cultural del país por conducto de sus embajadas y consulados;
- II B.- Capacitar al personal del Servicio Exterior Mexicano en las áreas económica, comercial, turística y cultural para que puedan cumplir con las responsabilidades que deriven de la fracción anterior;
- III.- Intervenir en lo relativo a comisiones, congresos, conferencias y exposiciones internacionales, y representar a México ante organismos e institutos internacionales sin perjuicio de la competencia de otras dependencias de la Administración Pública Federal;
- IV.- Intervenir en las cuestiones relacionadas con los límites territoriales del país y aguas internacionales.
- V.- Conceder a los extranjeros las licencias y autorizaciones que requieran conforme a las Leyes para adquirir el dominio de las Tierras, aguas y sus accesiones en la República Mexicana; obtener concesiones y celebrar contratos, intervenir en la explotación de Recursos Naturales o los permisos para adquirir bienes inmuebles o derechos sobre ellos.
- VI.- Llevar el registro de las operaciones realizadas conforme a la fracción anterior.
- VII.- Intervenir en todas las cuestiones relacionadas con nacionalidad y naturalización.
- VIII.- Guardar y usar el Gran Sello de la Nación.
- IX.- Coleccionar los autógrafos de toda clase de documentos diplomáticos.
- X.- Legalizar las firmas de los documentos que deban producir efectos en el extranjero, y de los documentos extranjeros que deban producirlos en la República.
- XI.- Colaborar con el Fiscal General de la República, en la extradición conforme a la ley o tratados y en los exhortos internacionales o comisiones rogatorias para hacerlos llegar a su destino, previo examen de que llenen los requisitos de forma para su diligenciación y de su procedencia o improcedencia, para hacerlo del conocimiento de las autoridades judiciales competentes, y
- XII.- Las demás que le atribuyan expresamente las leyes y reglamentos.

## Organigrama
Para llevar a cabo dichas funciones, la Secretaría de Relaciones Exteriores cuenta con las siguientes unidades:
- Secretario
  -     - Dirección General de Protocolo.
    - Dirección General de Coordinación Política.
    - Dirección General de Comunicación Social.

  - Subsecretaría de Relaciones Exteriores
    - Dirección General para África y Medio Oriente.
    - Dirección General para Asia-Pacífico.
    - Dirección General para Europa.
    - Instituto Matías Romero.

  - Subsecretaría para América del Norte
    - Dirección General para América del Norte.
    - Dirección General de Protección a Mexicanos en el Exterior.
    - Dirección General de Servicios Consulares.
    - Instituto de los Mexicanos en el Exterior.
    - Sección Mexicana de la Comisión Internacional de Límites y Aguas entre México y Estados Unidos.

  - Subsecretaría para América Latina y el Caribe
    - Dirección General del Proyecto de Integración y Desarrollo de Mesoamérica.
    - Dirección General para América Latina y el Caribe.
    - Dirección General de Organismos y Mecanismos Regionales Americanos.
    - Sección Mexicana de las Comisiones Internacionales de Límites y Aguas entre México y Guatemala, y entre México y Belice.

  - Subsecretaría para Asuntos Multilaterales y Derechos Humanos
    - Dirección General para Temas Globales.
    - Dirección General para la Organización de las Naciones Unidas.
    - Dirección General de Derechos Humanos y Democracia.
    - Dirección General de Vinculación con las Organizaciones de la Sociedad Civil.

  - Oficialía Mayor
    - Dirección General del Servicio Exterior y de Recursos Humanos.
    - Dirección General de Programación, Organización y Presupuesto.
    - Dirección General de Asuntos Jurídicos.
    - Dirección General de Bienes Inmuebles y Recursos Materiales.
    - Dirección General de Delegaciones.
    - Dirección General de Tecnologías de Información e Innovación.
    - Delegaciones.

  - Unidad de Relaciones Económicas y Cooperación Internacional
    - Dirección General de Cooperación Educativa y Cultural.
    - Dirección General de Organismos Económicos Regionales y Multilaterales.
    - Dirección General de Promoción Económica Internacional.
    - Dirección General de Relaciones Económicas Bilaterales.
    - Dirección General de Cooperación Técnica y Científica.

  - Consultoría Jurídica
    - Dirección General del Acervo Histórico Diplomático.

  - Órgano Interno de Control

## Embajadas y consulados

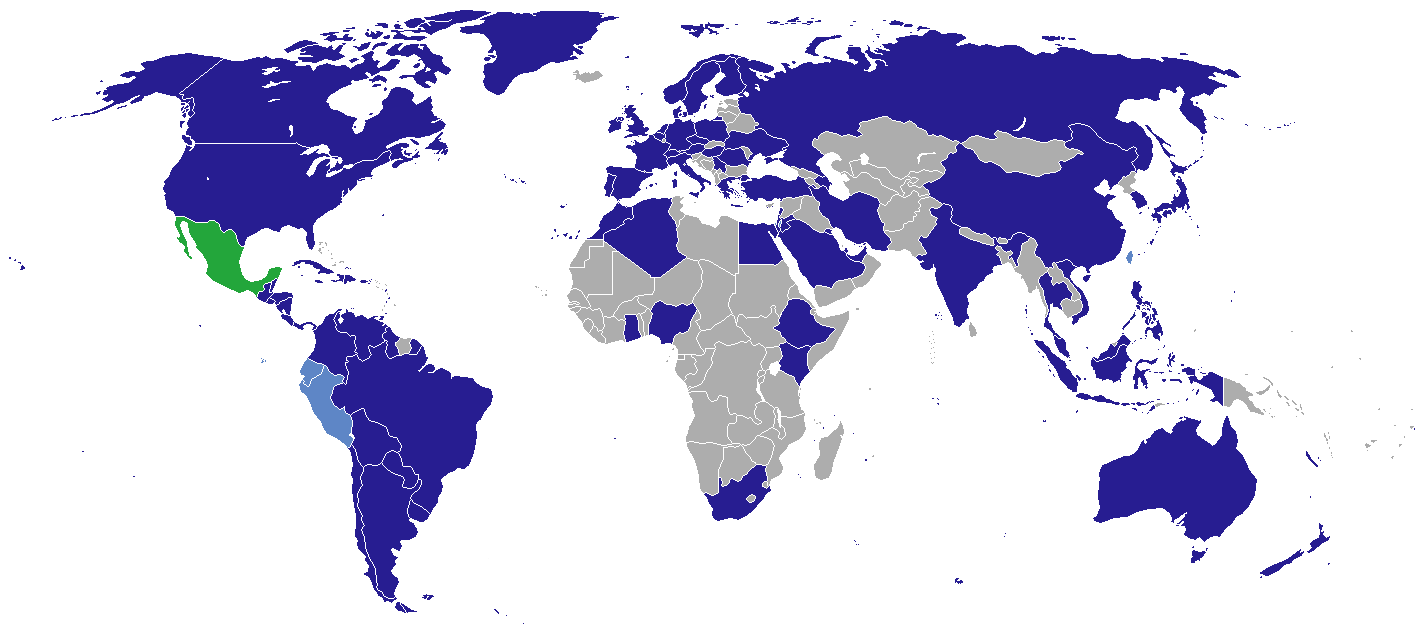
Países con embajadas mexicanas.

La Secretaría de Relaciones Exteriores es también reguladora de los trabajos de las misiones ante países y organismos internacionales. La cancillería tiene además adscritos diversos consulados en todo el mundo. 
El país posee ochenta embajadas, sesenta y siete consulados, siete misiones permanentes con organismos internacionales y tres oficinas de enlace, siendo los Estados Unidos el país con el mayor número de éstos.

## Logos

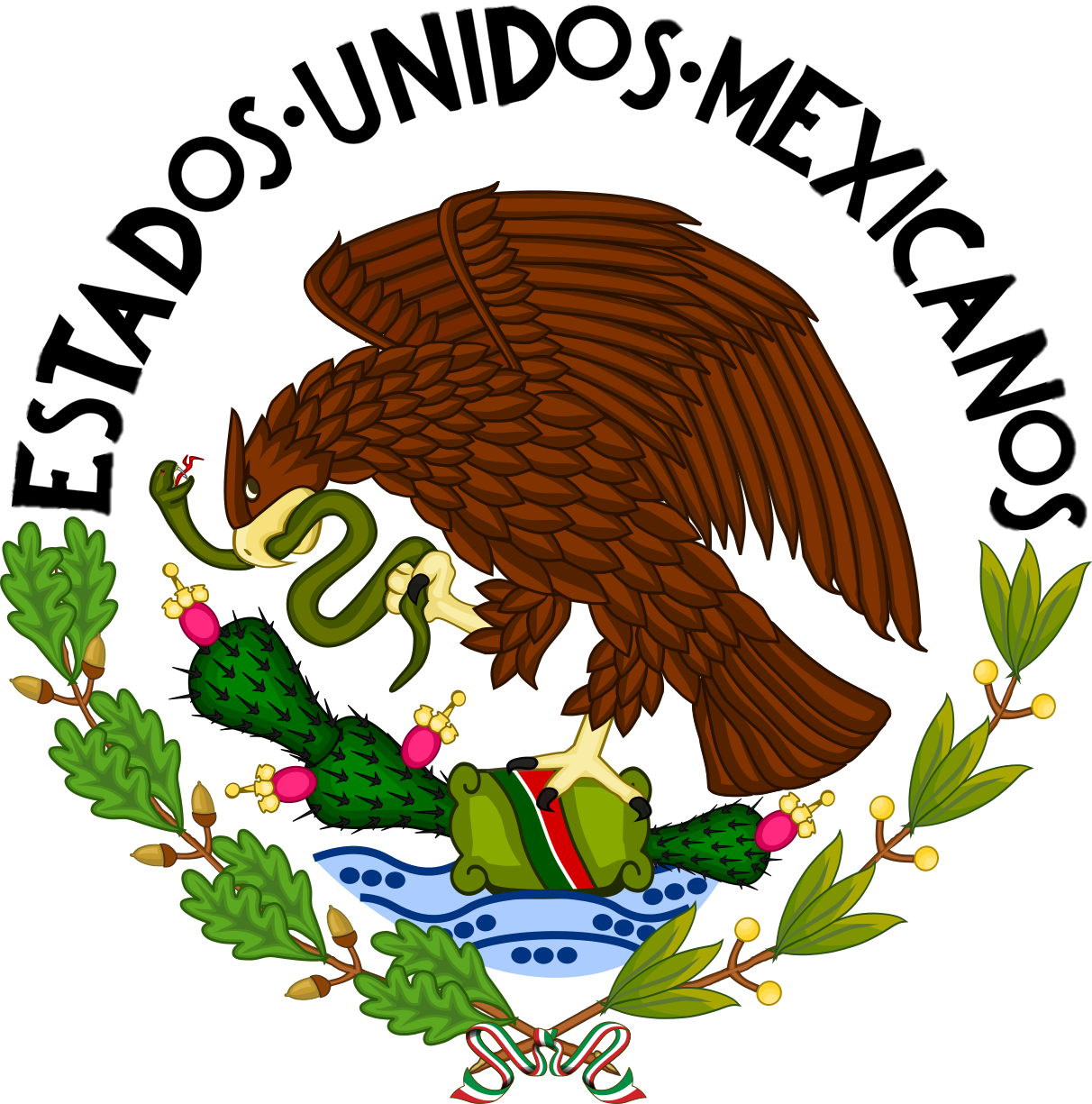
Sello de México, 1934, 1968
Sello de México, 1968-2006
2006-2012
2012-2018
2018-2024
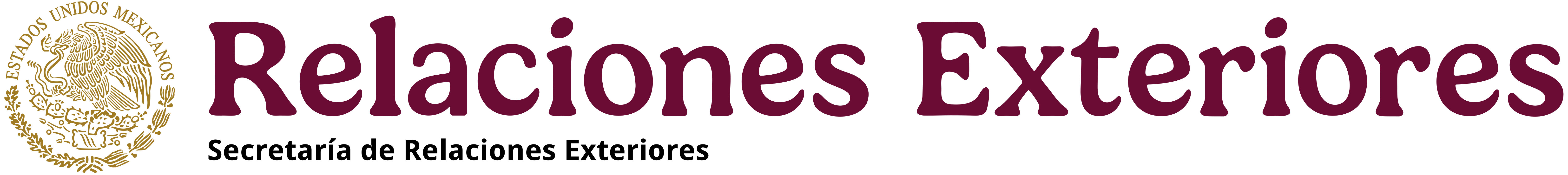
Desde 2024

## Lista de secretarios
| Secretario actual | Secretario actual | Secretario actual       | Entidad de origen | Cargo desde el       | Partido político | Nombrado por | Nombrado por      |
| ----------------- | ----------------- | ----------------------- | ----------------- | -------------------- | ---------------- | ------------ | ----------------- |
|                   |                   | Juan Ramón de la Fuente | Ciudad de México  | 1 de octubre de 2024 | Independiente    |              | Claudia Sheinbaum |